# Bonemerse
Bonemerse är en ort och kommun i provinsen Cremona i regionen Lombardiet i Italien. Kommunen hade 1 503 invånare (2018).